# Johann Friedrich Gmelin
Johann Friedrich Gmelin (ur. 8 sierpnia 1748, zm. 1 listopada 1804) – niemiecki botanik, entomolog i naturalista. W latach 1788–1793 wydawał kolejne tomy uzupełnionej przez siebie 13. edycji Systema Naturae Linneusza. Nadał naukowe nazwy wielu gatunkom, m.in. guźcowi zwyczajnemu i rybitwie krótkodziobej. Na cześć Gmelina nazwano jeden z gatunków bylicy Artemisia gmelinii.